# Большое Подсонье
Бо́льшое Подсо́нье — деревня в Новгородском муниципальном районе Новгородской области, входит в состав Борковского сельского поселения.
Деревня расположена на участке автодороги А116 Великий Новгород — Шимск, на левом берегу реки Веронда. С юга к ней вплотную примыкает деревня Борки (административный центр сельского поселения), с севера — Куканово.